# Блеки
Блеки (англ. Black), офіційний титул Шляхетний і Давній Дім Блеків (англ. The Noble and Most Ancient House of Black) — династія чистокровних чарівників у книжках Джоан Ролінґ про Гаррі Поттера. Входять у «Священні 28» — 28 найбільш чистокровних чаклунських родин Великої Британії. Девіз Дому Блеків — «Toujours Pur».
Серед відомих представників: Сіріус та Реґулус Блеки, 3 сестри Блек (Белатриса Лестранж, Андромеда Тонкс, Нарциса Мелфой). Споріднені з Мелфоями, Преветами, Візлі та іншими чистокровними родинами. Майже усі вчились на Слизерині. Багато з них були за Волдеморта.

## Історія Дому Блеків
Відомі як мінімум із 13 століття. Тоді ж, у 13 столітті, першими відомими Блеками був створений фамільний гобелен Дому Блеків.
Відомо, що у певний момент історії Блеки стали власниками ельфів-домовиків, що свідчить про те, що Блеки по жіночій лінії можуть бути нащадками самої Гельги Гафелпаф, оскільки саме Гельга Гафелпаф підкорила ельфів-домовиків.

## Родовід Дому Блеків
- Блеки, жили у 13 столітті
  -  Блеки, жили у 14 столітті
    -  Блеки, жили у 15 столітті
      -  Блеки, жили у 16 столітті
        -  Блеки, жили у 17 столітті
          -  Блеки, жили у 18 столітті
            -  Блек, жив у кінці 18 століття
              -  Лікорус Блек, син
                -  Мізапіноя Блек, дочка, віддана в Дім Блішвік
                -  Арктур Блек, син
                -  Кіґнус Блек, син
                  -  Сіріус Блек І, син, помер у 8-річному віці
                  -  Фінеас Ніґелус Блек, син, Директор Гоґвортсу, найвизначніший представник Дому
                    -  Сіріус Блек ІІ, син
                      -  Арктур Блек, син, отримав Орден Мерліна першого ступеня
                        -  Оріон Блек, син, батько Сіріуса і Регулуса Блеків
                          -  Сіріус Оріон Блек ІІІ
                          -  Реґулус Арктур Блек

                        -  Лукреція Блек, дочка, віддана Дому Преветів

                      -  Лукоріс Блек, дочка
                      -  Реґулус Блек, син   

                    -  Фінеас Блек, син, зрадник роду 
                    -  Кіґнус Блек, син 
                      -  Поллукс Блек, син 
                        -  Вальбурга Блек, дочка, матір Сіріуса і Регулуса Блеків
                        -  Альфард Блек, син, заповів Дім Блек Сіріусу Блеку
                        -  Кіґнус Блек, син, батько сестер Блек
                          -  Белатриса Блек, дочка, віддана Дому Лестранж
                          -  Нарциса Блек, дочка, віддана Дому Мелфоїв
                            -  Драко Мелфой, син Нарциси Блек

                          -  Адромеда Блек, дочка, зрадниця роду

                      -  Кассіопея Блек, дочка 
                      -  Маріус Блек, син, виключений з Дому Блеків, сквиб 
                      -  Дорея Блек, дочка, одружилася з Карлусом Поттером 
                        -  Поттер, син Дореї Блек

                    -  Арктур Блек, син  
                      -  Калідора Блек, дочка, віддану Дому Лонґботомів
                      -  Цедрелла Блек, дочка, зрадниця роду, одружилася з Септимусом Візлі
                      -  Чаріс Блек, дочка, віддана Дому Кравчів 

                    -  Бельвіна Блек, дочка, віддана Дому Беркс 
                      -  Беркс, син
                      -  Беркс, син
                      -  Беркс, дочка

                  -  Елладора Блек, дочка, ввела традицію відрубувати ельфам-домовикам голови
                  -  Ісла Блек, дочка, зрадниця роду

              -  Едуард Ліметт Блек, син, виключений з Дому Блеків
              -  Алексія Волкін Блек, дочка
              -  Фібі Блек, дочка
              -  Геспера Блек, дочка